# FC Wettingen
El FC Wettingen es un equipo de fútbol de Suiza que juega en la 3.ª Liga Suiza, la sexta liga de fútbol más importante del país.
Fue fundado en el año 1931 en la ciudad de Wettingen y en la mayor parte de su historia ha estado vagando por las divisiones inferiores de la estructura del fútbol en Suiza. Ha jugado en la Superliga Suiza en 10 ocasiones y nunca ha sido campeón de Liga ni ha ganado algún título de relevancia en su historia. el equipo quedó en bancarrota en 1993, pero se reestructuró como el FC Wettingen 93.
A nivel internacional ha participado en 1 torneo continental, la Copa UEFA de 1989/90, en la que fue eliminado en la Segunda ronda por el SSC Napoli de Italia.

## Participación en competiciones de la UEFA
- Copa UEFA: 1 aparición

1990 - Segunda ronda

### Partidos en UEFA
| Temporada | Torneo    | Ronda | País    | Club       | Marcador |
| --------- | --------- | ----- | ------- | ---------- | -------- |
| 1989/90   | Copa UEFA | 1     | Irlanda | Dundalk FC | 3:0, 2:0 |
|           |           | 2     | Italia  | SSC Napoli | 0:0, 1:2 |

## Jugadores destacados
- Ørjan Berg
- Martin Andermatt
- Peter Voser
- Jörg Stiel
- Franco Navarro